# À moi seule
À moi seule (franz.: Für mich allein) ist ein französischer Film aus dem Jahr 2012, bei dem Frédéric Videau, der auch das Drehbuch verfasst hatte, Regie führte. Der Film erzählt die Geschichte des Entführungsopfers Gaëlle Faroult, deren Gefangenschaft und ihr erneutes Leben in Freiheit geschildert werden. À moi seule lief im Wettbewerb der 62. Berlinale und hatte in diesem Rahmen am 10. Februar 2012 seine Weltpremiere.

## Handlung
Zu Beginn des Films sitzt Gaëlle Faroult an einer Bushaltestelle und sieht sich ein Vermisstenbild eines Mädchens an, das sie selbst acht Jahre jünger zeigt. Sie ist gerade geflohen und auf dem Weg zu ihren Eltern, die ihr Verschwinden nicht verarbeiten konnten. In der Folge versucht Gaëlle sich wieder in der Freiheit zurechtzufinden, während in Rückblenden die Geschichte ihrer Entführung und Gefangenschaft erzählt werden.
Nach der Entführung wurde sie in einem Keller eingesperrt, wo sie auf ihren Entführer wartete. In der Folge veränderte sich aber zusehends ihre Beziehung zu ihrem Entführer Vincent Maillard. Das Machtgefüge verschiebt sich. Sie beginnt Vincent Maillard herumzukommandieren und ergreift sogar die Initiative, indem sie damit kokettiert, ob er mit ihr schlafen möchte. In der Freiheit findet sie sich wieder allein und muss eine psychologische Einrichtung besuchen. Die geschiedene Mutter hängt sich wieder an ihre Tochter, die als Erwachsene aber bereits ganz andere Bedürfnisse entwickelt hat.

## Hintergrund
Der Film wurde von der Gesellschaft Les Films Hatari produziert. Es war der dritte Film von Frédéric Videau, mit dem er erstmals bei den Internationalen Filmfestspielen Berlin vertreten war. Am 10. Februar 2012 feierte À moi seule im Wettbewerb der 62. Berlinale seine Weltpremiere. Die Handlung ist lose an die Geschichte von Natascha Kampusch angelehnt.

## Kritiken
À moi seule erhielt von Fritz Göttler, der ihn für die Süddeutsche Zeitung bewertete eine negative Kritik. Sein Fazit lautete: „Eine französische Kampusch-Variante, sehr unspektakulär und manchmal unbeholfen erzählt.“ Peter Uehling rezensierte À moi seule für die Berliner Zeitung und beurteilte ihn gemischt. Er kritisierte die zunehmende Fragmentierung des Films in seiner zweiten Hälfte, darin einzelne Episoden „sich nicht zu einer thematisch schlüssigen Erzählung“ verbinden würden. Er hebt aber die Hauptdarstellerin positiv hervor. So schrieb er: „Agathe Bonitzer spielt Gaelle als Kratzbürste, als knochig-schmales Sinnbild emotionalen Rückzugs. Den persönlichen Aufbruch, den der Regisseur ihr ins Drehbuch geschrieben hat, will sie nicht spielen – ihr darstellerischer Instinkt ist gegen den Autor im Recht, denn diese individuellen Fragen sind belanglos gegen die nach der Natur von Familie und Intimität.“
Für die B.Z. war Agathe Bonitzer sogar eine Favoritin für den Silbernen Bären als beste Hauptdarstellerin. Diese Einschätzung wird von Jutta Heeß, die den Film für die Kulturzeit gesehen hat, geteilt. Sie beurteilte den Film zudem insgesamt positiv. Sie findet, À moi seule sei ein „bedrückender und zugleich beeindruckender Film. Das liegt an der geschickten Montagetechnik des Regisseurs, aber vor allem an der außerordentlichen schauspielerischen Leistung von Agathe Bonitzer.“ Bonitzer erinnere sie zudem an Charlotte Gainsbourg zu Beginn ihrer Karriere.

## Auszeichnungen
Der Film erhielt 2012 eine Einladung in den Wettbewerb um den Goldenen Bären der Internationalen Filmfestspiele Berlin. Im Rahmen des Filmfestivals wurde À moi seule mit dem Preis der Gilde deutscher Filmkunsttheater ausgezeichnet.